# Saint-Gingolph (Haute-Savoie)
Saint-Gingolph település Franciaországban, Haute-Savoie megyében. Lakosainak száma 907 fő (2022. január 1.). Saint-Gingolph Saint-Gingolph, Meillerie, Novel és Thollon-les-Mémises községekkel határos.

## Népesség
A település népessége az elmúlt években az alábbi módon változott:
| Lakosok száma | 801  | 818  | 833  | 840  | 863  | 886  | 890  | 895  | 907  |
|               | 2013 | 2015 | 2016 | 2017 | 2018 | 2019 | 2020 | 2021 | 2022 |